# .cd
.cd – domena internetowa przypisana do Demokratycznej Republiki Konga.